# Umetnostna akademija v Splitu
Umetnostna fakulteta (izvirno hrvaško Umjetnička akademija u Splitu), s sedežem v Splitu, je članica Univerze v Splitu.